# Rocío Guerola
Rocío Guerola Galera (Valencia, 31 de julio de 1980) es una exjugadora de balonmano española. 

## Trayectoria
Con 16 años ascendió a División de Honor con el Valencia Maritim. Al año siguiente se fue al Alucine Alser Sagunto, donde estuvo cuatro temporadas y otra campaña más tras la fusión con el Osito L'Eliana bajo la denominación de Parc Sagunto, en el que ganó la Liga. Con el Sagunto debutó, en la temporada 2004/05 en Europa, jugando la Recopa de Europa y la EHF Champions League.
Aún en la Comunidad Valenciana marchó a Ribarroja para otras tres temporadas con el equipo local del Cementos La Unión Ribarroja.Con el equipo ribarrojero jugó la Recopa (llegando a la semifinal en la 2006/07) y dos temporadas de la EHF Champions League. La temporada 2005/06 formó parte del 7 inicial más potente de la época con Marta Mangué, Maru Sánchez, Elena Martí, Tihana Saric, Tanja Medved y Patricia Alonso.
En 2008 fichó por el Gran Monóvar, con el que ascendió a la Superliga ABF en 2010, aunque acabó descendiendo a la Superliga ABF.
En 2011 fichó por el Mar Sagunto y volvió a jugar en Europa.

### Clubes
- -1999: Valencia Maritim
- 1999-2003: Alucine Alser Sagunto
- 2003-2004: Parc Sagunto
- 2004-2008: Cementos La Unión Ribarroja
- 2008-2011: Monovar
- 2011-2012: Mar Sagunto

### Selección nacional
Con 40 partidos con la camiseta española y más de 100 goles, Rocío Guerola debutó el 19 de octubre de 2004 en un amistoso ante la selección holandesa. Con la selección disputó el europeo del 2004 y los Juegos Mediterráneos del 2005, además de muchos torneos internacionales y amistosos.

## Trofeos y galardones
- 4 x Liga DHF (2004/05, 2005/06, 2006/07, 2007/08)
- 1 x Copa de la Reina (2005/06)[14]
- 1 x Supercopa de España (2006/07)

### Selección española
- 1 x Medalla de oro en los Juegos Mediterráneos (2005)[15][16]

### Reconocimientos
- Deportista de Alto Rendimiento (2005)[17]